# Поход генерала Иванова на Петроград
Поход генерала Иванова на Петроград — попытка усмирения Февральской революции, предпринятая Николаем II при помощи генерала Иванова.

## Подготовка
Узнав о мятеже в столице, находящийся в Могилеве Николай II обеспокоился судьбой своей семьи в Царском Селе и вознамерился восстановить порядок в Петрограде. Комендант Петрограда Хабалов телеграфировал о существенном ухудшении ситуации в столице к 27 февраля (12 марта) 1917.  Миссия по наведению порядка была возложена на генерала Иванова, которому было поручено возглавить войска Петроградского округа (вместо Хабалова) и даны чрезвычайные полномочия. Генерал Иванов планировал прибыть в Петроград утром  1 (14) марта 1917. Западный фронт сообщил генералу Алексееву о подготовке к отправке в течение 28 февраля (13) марта — 2 (15) марта 34-го Севского и 36-го Орловского пехотных полков, 2-го гусарского Павлоградского и 2-го Донского казачьего полков; Северный фронт выделил 67-й и 68-й пехотные полки, 15-й уланский Татарский и 3-й Уральский казачий полки.

## Продвижение
28 февраля (13 марта) 1917 в 10:15 Первый эшелон Георгиевского батальона (полковник Пожарский) и рота Собственного Его Императорского Величества полка отбыли из Могилёва (800 солдат). В 12:00 из Минска отбыли в направлении Петрограда кавалерийские части. Генерал-адъютант Иванов выехал позднее и нагнал эшелон в Орше. В 6-7 часов вечера Иванов был уже в Витебске. Начальник штаба Ставки генерал Алексеев в первый день содействовал продвижению корпуса Иванова на Петроград, однако в ночь на 1 (14) марта его позиция резко изменилась. В телеграмме 1 (14) марта Алексеев указывал, что события в Петрограде успокоились, а войска, «примкнув к Временному правительству в полном составе, приводятся в порядок», а среди населения сильны монархические настроения. 
1 (14) марта 1917 генерал Иванов со своим отрядом прибыл сначала в Дно (6-7 часов утра), а затем на станцию Вырица (6 часов вечера). Здесь он остановился и отдал приказ: «Высочайшим повелением от 28-го февраля сего года я назначен главнокомандующим Петроградским военным округом. Прибыв сего числа в район округа, я вступил в командование его войсками во всех отношениях. Объявляю о сём войскам, всем без изъятия военным, гражданским и духовным властям, установлениям, учреждениям, заведениям и всему населению, находящемуся в пределах округа. Генерал-адъютант Иванов». По дороге, когда отряд встречал революционеров, они не оказывали никакого сопротивления. Тем временем, сам император Николай II прибыл в Псков в распоряжение штаба Северного фронта, поскольку до Царского Села ему добраться не удалось.
Оставив войска в Вырице, Иванов добрался к 9 часам вечера в Царское Село и встретился с командованием гарнизона и узнал, что Тарутинский полк (из состава бригады ген. А. Листовского), выделенный в его распоряжение Северным фронтом, уже прибыл на станцию Александровская. Выделенные войска растянулись в эшелонах между Двинском, Полоцком и Лугой. Бородинский пехотный полк, отправленный с Северного фронта в Петроград в распоряжение генерала Иванова, был разоружён в Луге группой революционных офицеров во главе с ротмистром Вороновичем  и отправлен обратно в Псков.
Когда в Петрограде узнали о продвижении эшелонов Иванова, к нему вечером 1 марта по поручению Думы (и, соответственно, председателя Родзянко) выехал полковник Доманевский, который сообщил Иванову, что «вооружённая борьба с восставшими только осложнит и ухудшит положение» и что легче восстановить порядок соглашением с Временным правительством.
Далее Иванов направился во Александровский дворец, где Александра Фёдоровна приняла его среди ночи. Именно там Иванов ознакомился с телеграммой Алексеева, в которой ему предлагалось «изменить тактику» ввиду предполагаемого восстановления порядка и законности в столице. Несмотря на то, что текст телеграммы показался генералу несколько туманным, он решил придерживаться именно того способа действий, который он предложил императору при получении от него назначения, — не вводить войск в Петроград, пока обстановка не станет окончательно ясной. Далее, узнав, что к месту стоянки эшелона приближаются части, перешедшие на сторону революции, и не желая в сложившейся ситуации допустить каких-либо столкновений между георгиевским батальоном и царскосельским гарнизоном, Иванов решил возвратить состав в Вырицу, которую он избрал для стоянки как имеющую много путей.

## Отречение Николая II
В ночь с 1 (14) марта на 2 (15) марта генерал Иванов получил телеграмму от Николая II: «Царское Село. Надеюсь, прибыли благополучно. Прошу до моего приезда и доклада мне никаких мер не предпринимать. Николай. 2 марта 1917 г. 0 часов 20 минут».
2 (15) марта генерал Иванов со своим эшелоном направился на станцию Александровскую, где находился выделенный в его распоряжение Тарутинский полк, но доехал лишь до станции Сусанино, где его эшелон загнали в тупик, а ему вручили телеграмму от комиссара Временного комитета Государственной думы А. А. Бубликова (действовал по согласованию с Родзянко) следующего содержания: «По поручению Временного комитета Государственной думы предупреждаю вас, что вы навлекаете на себя этим тяжелую ответственность. Советую вам не двигаться из Вырицы, ибо, по имеющимся у меня сведениям, народными войсками ваш полк будет обстрелян артиллерийским огнём». Далее Иванову было объявлено, что его действия могут помешать императору вернуться в Царское Село: «Ваше настойчивое желание ехать дальше ставит непреодолимое препятствие для выполнения желания его величества немедленно следовать Царское Село. Убедительнейше прошу остаться  Сусанино или вернуться Вырицу». Генерал не стал предпринимать активных действий.
Именно в Сусанино и была ему доставлена депеша от императора, отменявшая предыдущие указания о движении на Петроград. По результатам переговоров императора с главнокомандующим Северным фронтом генералом Рузским, все войска, выделенные ранее в распоряжение генерала Иванова, останавливались и возвращались обратно на фронт.
Командующим Петроградского округа после отречения Николая II и отставки Иванова стал Лавр Корнилов, который в соответствии с приказом Петросовета 8 (21) марта 1917 арестовал царскую семью в Царском Селе. На положении арестованного оказался и сам Николай II в Могилеве, однако он на следующий день смог воссоединиться с семьей в Царском Селе.